# Forum réfugiés
 (avril 2014).
Si vous disposez d'ouvrages ou d'articles de référence ou si vous connaissez des sites web de qualité traitant du thème abordé ici, merci de compléter l'article en donnant les références utiles à sa vérifiabilité et en les liant à la section « Notes et références ».
Forum réfugiés est une association sans but lucratif qui agit en France pour l’accueil des réfugiés et la défense du droit d’asile. Elle intervient dans des pays d’origine des réfugiés pour promouvoir les droits humains, l’État de droit et la démocratie. L’association est dotée du statut consultatif spécial auprès de l’ONU. 

## Présentation
Basée à Lyon, l'association Forum réfugiés a été créée en octobre 1982 sous le nom de CRARDDA (Comité rhodanien d’accueil des réfugiés et de défense du droit d'asile) à l'initiative de plusieurs associations (Secours catholique, SSAE, Cimade, Fédération de l'entraide protestante, Centre Pierre Valdo, Sonacotra) qui ont choisi de lui donner un rôle destiné à l'accompagnement des demandeurs d'asile dans le Rhône. Elle est ainsi devenue un interlocuteur des pouvoirs publics.
En 2012, elle fusionne avec l'association Cosi-promouvoir et défendre les droits, née en 1990.
Son champ d'action s'est élargi au fil du temps aux questions juridiques et à l'accueil, avec le souci d'accompagner le plus complètement possible ceux qui circulent sur la «chaîne» de l'asile. Elle reçoit le concours de financeurs publics et privés : ministères, Conseil de l'Europe, Commission européenne, préfecture, Office français de protection des réfugiés et apatrides (OFPRA), Haut commissariat des Nations unies pour les réfugiés (HCR) et collectivités territoriales.

## Organisation interne
Selon le rapport d'activité 2018, les données sont les suivantes : 
- Effectif de 500 salariés
- 30 000 personnes accompagnées (demandeurs d'asile, bénéficiaires d'une protection internationale, étrangers retenus etc.)
- 5 700 personnes accueillies et accompagnées dans 3 000 places d'hébergement
- 5 000 personnes accompagnées dans les centres de rétention administrative

### Archives
Les archives de l'association Forum réfugiés sont en partie conservées aux Archives du département du Rhône et de la métropole de Lyon sous la cote 281 J. [lire en ligne].